# Méthode de Yamartino
La méthode de Yamartino, présentée par Robert J. Yamartino en 1984, est un algorithme pour le calcul d'une valeur approchée de l'écart type {\displaystyle \sigma _{\theta }} de la direction du vent {\displaystyle \theta } en une seule passe lors de l'acquisition des données. L'écart type de la direction du vent est une mesure de la turbulence, et est utilisée dans une méthode pour calculer la catégorie de stabilité de Pasquill.

## Algorithme
Sur l'intervalle de temps dont on veut faire la moyenne, n mesures de la direction du vent (θ) seront effectuées et deux totaux sont accumulés sans stockage des n valeurs individuelles. A la fin de l'intervalle, les calculs sont les suivants : avec les valeurs moyennes de sin θ et de cos θ définies par :
{\displaystyle s_{a}={\frac {1}{n}}\sum _{i=1}^{n}\sin \theta _{i},}
{\displaystyle c_{a}={\frac {1}{n}}\sum _{i=1}^{n}\cos \theta _{i}.}
Ensuite, la direction moyenne du vent est donnée par la fonction arctan(x,y) à quatre quadrants, comme suit
{\displaystyle \theta _{a}=\arctan(c_{a},s_{a}).}
À partir de vingt fonctions différentes pour {\displaystyle \sigma _{\theta }} utilisant des variables obtenues dans une seule passe des données de direction du vent, Yamartino a trouvé que la meilleure fonction était la suivante
{\displaystyle \sigma _{\theta }=\arcsin(\varepsilon )\left[1+\left({\tfrac {2}{\sqrt {3}}}-1\right)\varepsilon ^{3}\right],}
où
{\displaystyle \varepsilon ={\sqrt {1-(s_{a}^{2}+c_{a}^{2})}}.}
La clé ici est de se rappeler que sin2θ + cos2θ = 1 de sorte que, par exemple, avec une direction du vent constante à n'importe quelle valeur de θ, la valeur de ε sera nulle, ce qui conduit à une valeur nulle pour l'écart-type.
L'utilisation de ε produit à elle seule un résultat proche de celui produit par une double passe lorsque la dispersion des angles est faible (ne franchissant pas la discontinuité), mais par construction il est toujours compris entre 0 et 1. Prendre l'arcsinus produit alors la réponse de la double passe lorsqu'il n'y a que deux angles également communs : dans le cas extrême d'un vent oscillant soufflant d'avant en arrière, il produit un résultat de {\displaystyle {\tfrac {\pi }{2}}} radians, c'est-à-dire un angle droit. Le dernier facteur ajuste cette figure vers le haut de manière à obtenir le résultat de {\displaystyle {\tfrac {\pi }{\sqrt {3}}}} radians pour une distribution presque uniforme des angles dans toutes les directions, tout en modifiant peu les résultats pour les petites dispersions.
L'erreur théorique maximale par rapport à au σθ correct obtenu par double passe est donc d'environ 15% avec un vent oscillant. Les comparaisons avec les cas générés par test Monte Carlo indiquent que l'algorithme de Yamartino est à moins de 2% pour des distributions plus réalistes.
Une variante pourrait consister à pondérer chaque observation de la direction du vent par la vitesse du vent à ce moment-là.